# Острувець (Куявсько-Поморське воєводство)
Острувець (пол. Ostrówiec) — село в Польщі, у гміні Садки Накельського повіту Куявсько-Поморського воєводства.
У 1975-1998 роках село належало до Бидгощського воєводства.